# Cerphosphidoplatinid
Cerphosphidoplatinid ist eine ternäre, anorganische Verbindung aus Cer, Phosphor und Platin mit der Summenformel Ce2Pt8P.

## Herstellung
Die Herstellung von Cerphosphidplatinid gelingt aus den Elementen unter Argon-Atmosphäre. Cerspäne, Platinpulver und roter Phosphor werden gemeinsam vermörsert, zu einem Pellet gepresst und in einem Alumina-Tiegel, der sich in einer evakuierten Silica-Ampulle befindet, für sieben Tage auf 950 °C erhitzt. Im zweiten Schritt wird es in einer Tantal-Ampulle, die sich ebenfalls in einer evakuierten Silica-Ampulle befindet, für sieben Tage auf 1250 °C erhitzt.

## Eigenschaften
Cerphosphidoplatinid kristallisiert im orthorhombischen Kristallsystem in der Raumgruppe Amm2 (Raumgruppen-Nr. 38) mit den Gitterparametern a = 4,2418 Å; b = 17,3804 Å und c = 5,3895 Å sowie 2 Formeleinheiten pro Elementarzelle.